# Національний парк Земля леопарда
Національний парк Земля леопарда (рос. Национальный парк "Земля леопарда") — природоохоронна територія на сході  Росії у Приморському краї. Головним завданням національного парку «Земля леопарда» є збереження і відновлення єдиної в світі популяції далекосхідного леопарда. До освіти нацпарку чисельність цієї плямистої кішки становила всього близько 30 особин, проте вже в 2013 році фотопастки зареєстрували близько 50 леопардів. Крім того, на території «Землі леопарда» мешкають більше 20 амурських тигрів, а також зберігається масив кедрово-широколистяних лісів.

## Історія
У другій половині 20 століття далекосхідний леопард виявився на межі вимирання. Питання збереження цього виду привернув пильну увагу вчених, громадськості та, головне, — держави.
У зв'язку з цим в 1999 році була розроблена і затверджена «Стратегія збереження далекосхідного леопарда в Росії», реалізація якої була взята на особистий контроль Керівника Адміністрації Президента РФ Сергія Іванова. З метою оптимізації управління та концентрації ресурсів прийнято рішення про створення єдиної природоохоронної структури з включенням до її складу земель в ареалі далекосхідного леопарда, в тому числі заповідника «Кедрова Долина» зі збереженням його статусу і двох заказників.
На першому етапі реформування в 2008 році заповідник «Кедрова Долина» з відання Далекосхідного відділення Академії наук переданий у відання Мінприроди Росії. Два заказника «Леопардовий» і «Борисовське плато» об'єднані в один, який отримав назву «Леопардовий» з віднесенням його також до відання Мінприроди Росії. І нарешті 5 квітня 2012 року постановою Уряду Російської Федерації створено Національний парк «Земля леопарда», що включив до свого складу територію заказника «Леопардовий» і прилеглі території в межах Хасанського і Надеждинського муніципальних районів, Уссурійського міського округу і міста Владивостока.
Трохи пізніше, 21 травня 2012 року наказом Мінприроди Росії створена природоохоронна структура отримала своє офіційне найменування — Федеральне державне бюджетна установа "Об'єднана дирекція Державного природного біосферного заповідника «Кедрова Долина» і національного парку «Земля леопарда». Фінальним акордом стала постанова Адміністрації Приморського краю від 15 січня 2013 році про створення на прилеглих до національного парку територіях охоронної зони.

## Географія
Національний парк «Земля леопарда» знаходиться в Приморському краї і охоплює Хасанський, Уссурійський і Надєждинський райони. Територія парку простягається від узбережжя Амурського затоки Японського моря до російсько-китайського кордону в меридіональному напрямку, і від південних кордонів заказника «Полтавський» в Уссурійському районі до точки державного кордону РФ по руслі річки Туманна. Територія парку, як і Хасанського району, де розташована велика його частина, витягнута з півночі на південь, відстань від північної до південної точки становить приблизно 150 км. Із заходу на всій своїх протяжності межа парку збігається з державним кордоном РФ з КНР, східний кордон частково проходить поблизу залізниці Роздольне-Хасан, виходячи на ділянці бухта Мілководна-район станції Приморська до берега Амурської затоки.

## Флора та фауна

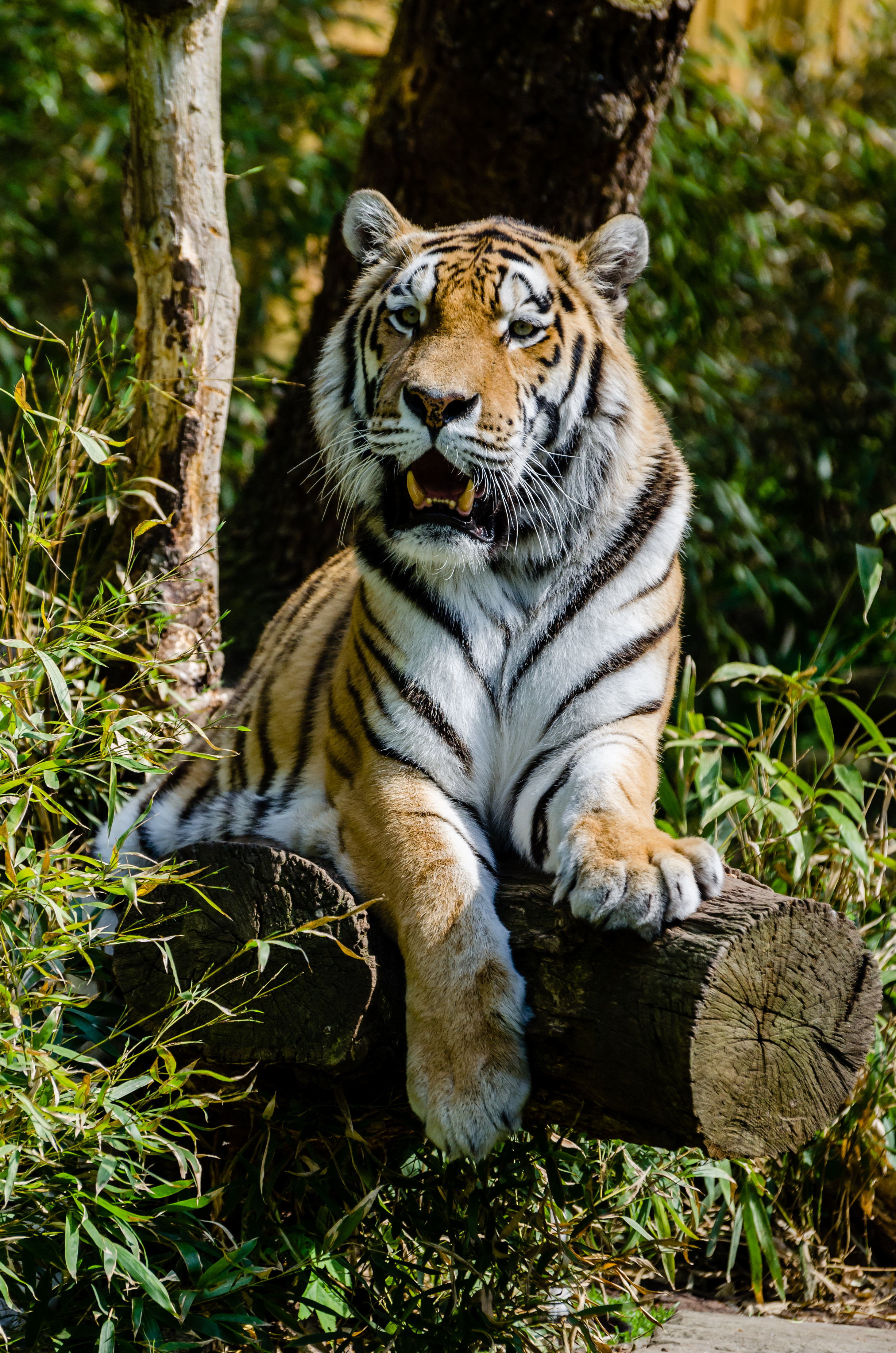
Амурський тигр

Територія ФГБУ «Земля леопарда» є істотною частиною Амурського екорегіону або Змішаних лісів Манчжурії (сучасні Приамур'я і Примор'я). Це єдиний (крім Кавказу) регіон Росії, не порушений останнім заледенінням, що сприяло збереженню багатого розмаїття флори і фауни. Саме завдяки цьому тут донині ростуть стародавні реліктові рослини, а також мешкають представники тропічної фауни. На території національного парку описано 54 види ссавців, 184 види птахів, 7 видів амфібій, 8 видів рептилій, 12 видів риб, 940 видів судинних рослин, 283 види прісноводних водоростей, 251 вид лишайників, 179 видів мохів і 1914 видів грибів.
Тваринний світ території Національного парку «Земля леопарда» багатий і різноманітний. Тут на кордоні Росії, Китаю і Північної Кореї відзначена максимальна видова концентрація в усій Північно-Східної Азії.
На території Національного парку відзначені види, охорона яких має міжнародне значення, види-індикатори, чиї місцеперебування знаходяться під загрозою, а також рідкісні та зникаючі види. Близько 40 рідкісних і зникаючих видів вимагають прийняття термінових заходів щодо їхнього збереження, 10 з них віднесені до першої категорії захисту, прийнятої в КНР і 23 знаходяться під охороною згідно Російському законодавству. Крім тигрів і леопардів в цих місцях зустрічаються такі види як гімалайський ведмідь, бурий ведмідь, копитні (плямистий олень, кабарга, сарна, горал і дикий вепр), а також рись, далекосхідний лісовий кіт, лисиця, борсук, їжак, єнот уссурійський, колонок, видра, землерийки і кажани, маньчжурський заєць, вивірка, бурундук, 7 видів амфібій і 12 видів рептилій.
На південному заході Приморського краю мешкає 65 видів ссавців. Найбільше значення для збереження всього природного комплексу мають види, занесені до Червоної Книги МСОП і Росії. Для фауни світу найбільш серйозна ситуація зараз склалася зі збереженням далекосхідного підвиду леопарда. За даними останніх обліків (2013) на території південно-західного Примор'я мешкає 48-50 особин леопарда. Це — останній осередок проживання даного підвиду великих кішок на нашій планеті.